# Franz Löblich
Franz Löblich (8. prosince 1827 Vídeň – 1. října 1897 Vídeň) byl rakouský politik německé národnosti, v 2. polovině 19. století poslanec Říšské rady z Dolních Rakous.

## Biografie
Působil jako podnikatel ve Vídni. V mládí strávil dvanáct let na vandru. Nakonec se vrátil z Uherska do Vídně a převzal firmu po otci. Od roku 1847 byl samostatným obchodníkem. V roce 1859 se stal předsedou Spolku mědikovců (Genossenschaft der Kupferschmiede). Během revolučního roku 1848 se podílel na revolučním hnutí v Drážďanech a v letech 1849–1850 se jako dobrovolník účastnil události v Šlesvicku-Holštýnsku. Stal se místním školním radou a okresním radou ve vídeňském Alsergrundu. V letech 1863–1886 zasedal ve vídeňské obecní radě. Na post v obecní radě rezignoval. V roce 1897 se stal okresním starostou IX. vídeňského okresu (Alsergrund). V této funkci spustil četné humanitární a sociální projekty. Členem okresního výboru v Alsergrundu byl již od roku 1886.
V zemských volbách roku 1870 byl zvolen na Dolnorakouský zemský sněm za kurii měst, obvod Vídeň, IX. okres. Zastupoval vídeňský Klub demokratů. Zemským poslancem byl do srpna 1871.
Působil taky jako poslanec Říšské rady (celostátního parlamentu Předlitavska), kam nastoupil ve volbách roku 1879 za kurii městskou v Dolních Rakousích, obvod Vídeň, IX. okres. Ve volebním období 1879–1885 se uvádí jako Franz Löblich, dvorní mědikovec (Kupferschmied), bytem Vídeň.
Národní listy ho po volbách řadily mezi konzervativní poslance, list Das Vaterland naopak mezi ústavověrné. V říjnu 1879 je zmiňován na Říšské radě coby člen mladoněmeckého Klubu sjednocené Pokrokové strany (Club der vereinigten Fortschrittspartei). Patřil k malé samostatné frakci demokratů a vystupoval jako obhájce zájmů středostavovských vrstev. Ve volbách roku 1885 kandidoval, ale nebyl zvolen.
Zemřel v říjnu 1897 po krátké nemoci.